# Palermo
Palermo (em siciliano: Palermu, do grego: Panormos) é uma comuna italiana, capital da cidade metropolitana de Palermo e da Região Siciliana, sendo a maior cidade da ilha da Sicília. Está localizada na costa norte da ilha, estendendo-se por uma área de 158 quilômetros quadrados.
É a quinta mais populosa cidade italiana,e o principal centro cultural, histórico e econômico da Sicília. Sua população, em 2005, era de 721 163 habitantes e a densidade demográfica, 4 564 hab/km². O aglomerado urbano conta com cerca de 860 mil habitantes e a área metropolitana (constituída de 27 comunas), 1 036 954 habitantes.

## História
No ano 734 a.C. os Fenícios vindos de Tiro criaram no local uma comunidade comercial (enquanto os Sículos, habitantes mais antigos da ilha, ocupavam a parte oriental dela) e a chamaram Zyz, flor. Entre os séculos VIII e VI a.C. os gregos colonizaram a ilha deram o nome Panormos para a cidade. Continuou sendo cidade fenícia até à primeira guerra púnica (264-241 a.C.) quando a Sicília foi conquistada pelos Romanos.

## UNESCO
A UNESCO inscreveu Palermo como Patrimônio Mundial por "ser um exemplo de sincretismo sociocultural entre as culturas Ocidental, Islâmica e Bizantina na ilha que gerou novos conceitos de espaço, estrutura e decoração. Pois, testemunha a coexistência frutífera de pessoas de diferentes origens e religiões".

## Demografia
| Variação demográfica do município entre 1861 e 2011                               |
|                                                                                   |
| Fonte: Istituto Nazionale di Statistica (ISTAT) - Elaboração gráfica da Wikipedia |

## Galeria de imagens

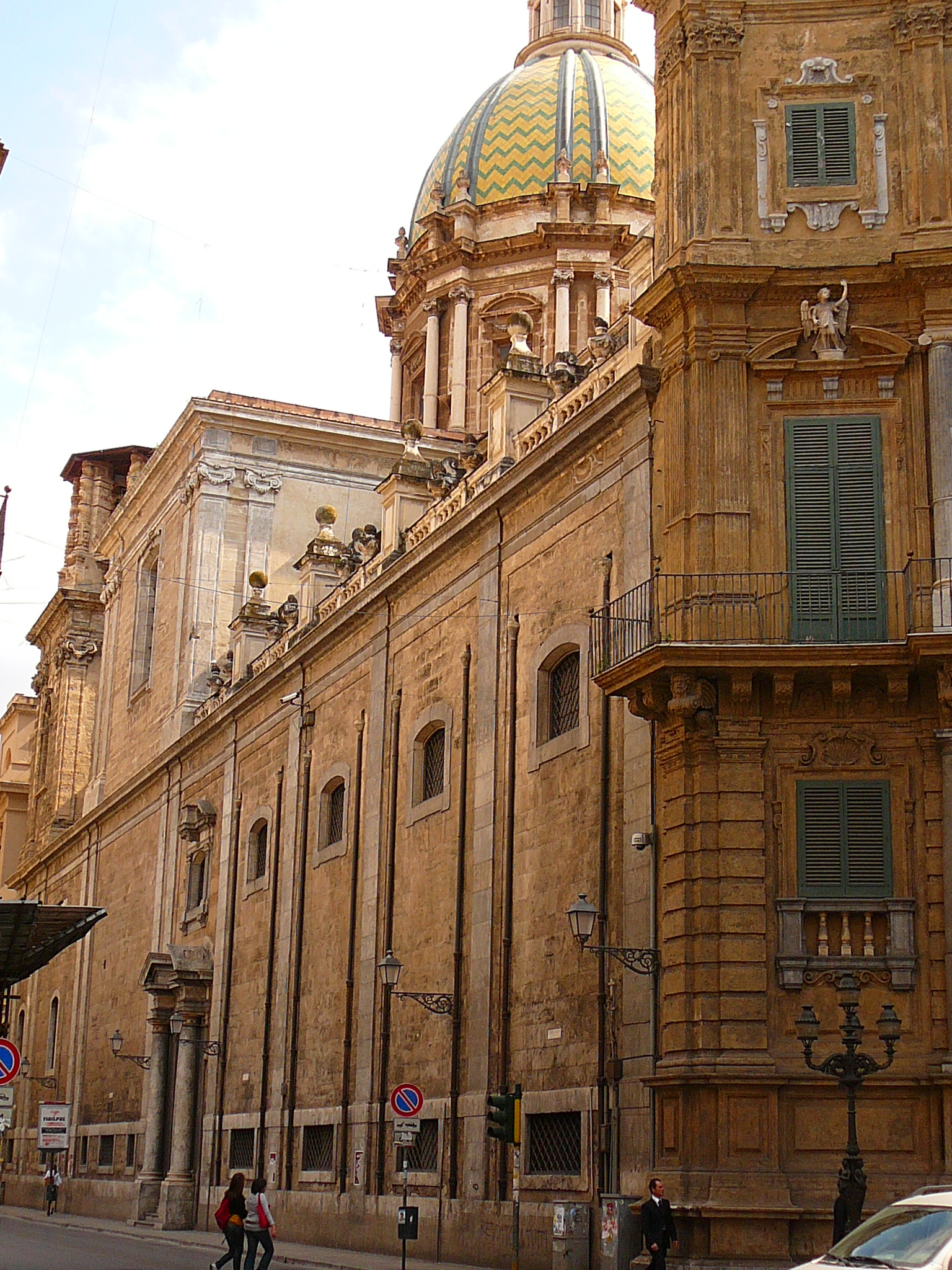
San Giuseppe dei Teatini
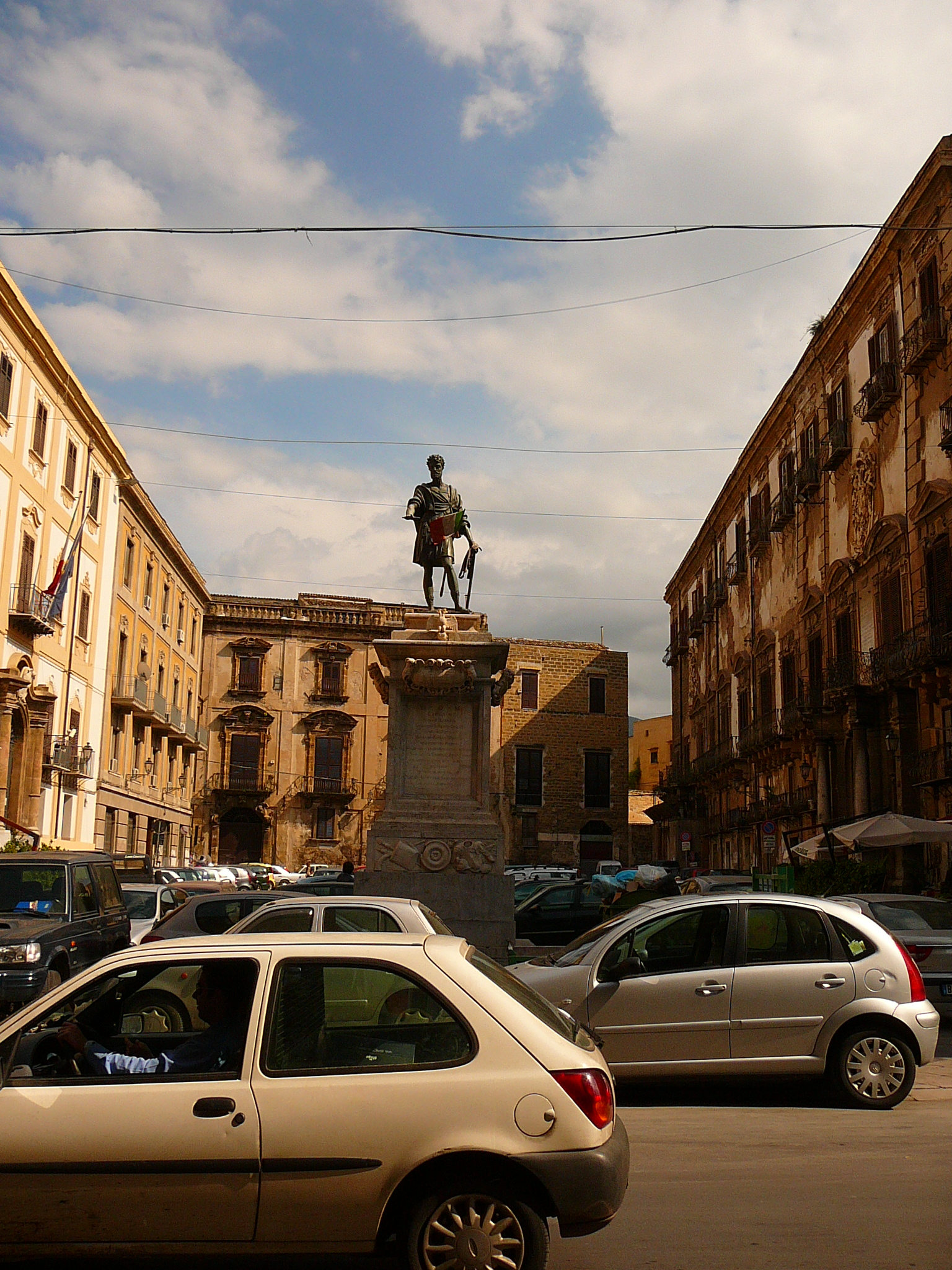
Piazza Bologni, monumento a Carlos V
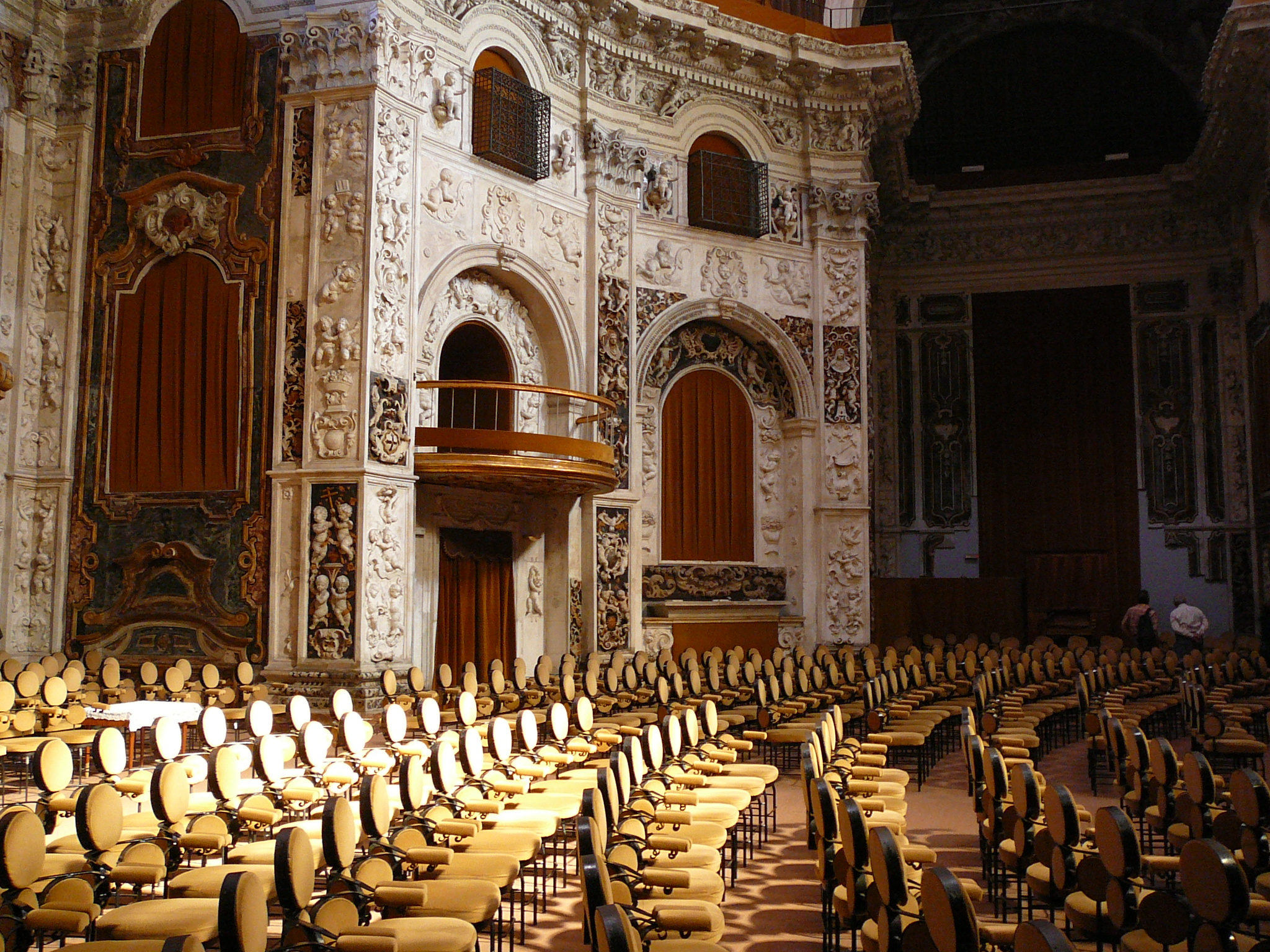
Igreja do Santíssimo Salvador
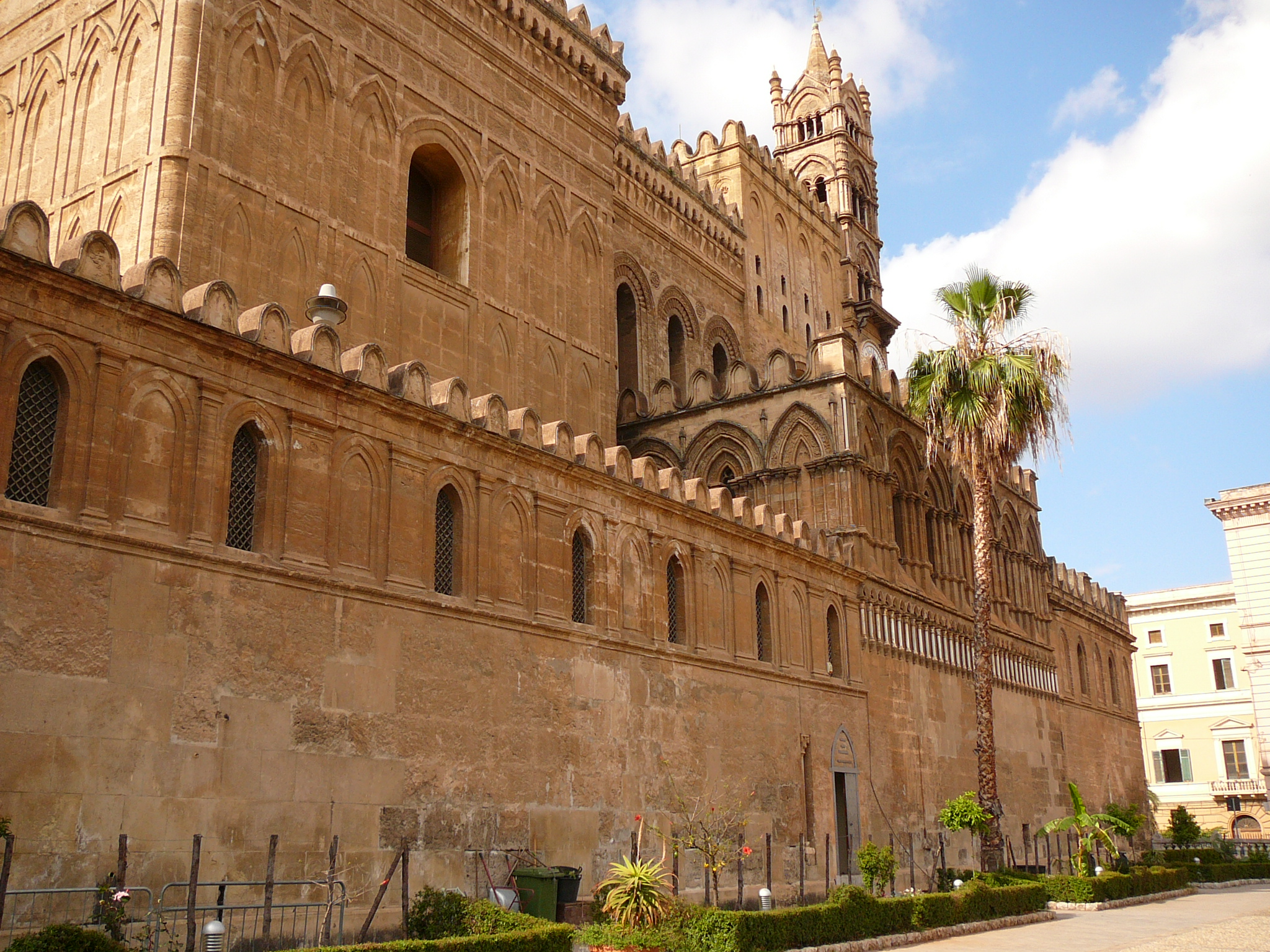
Catedral
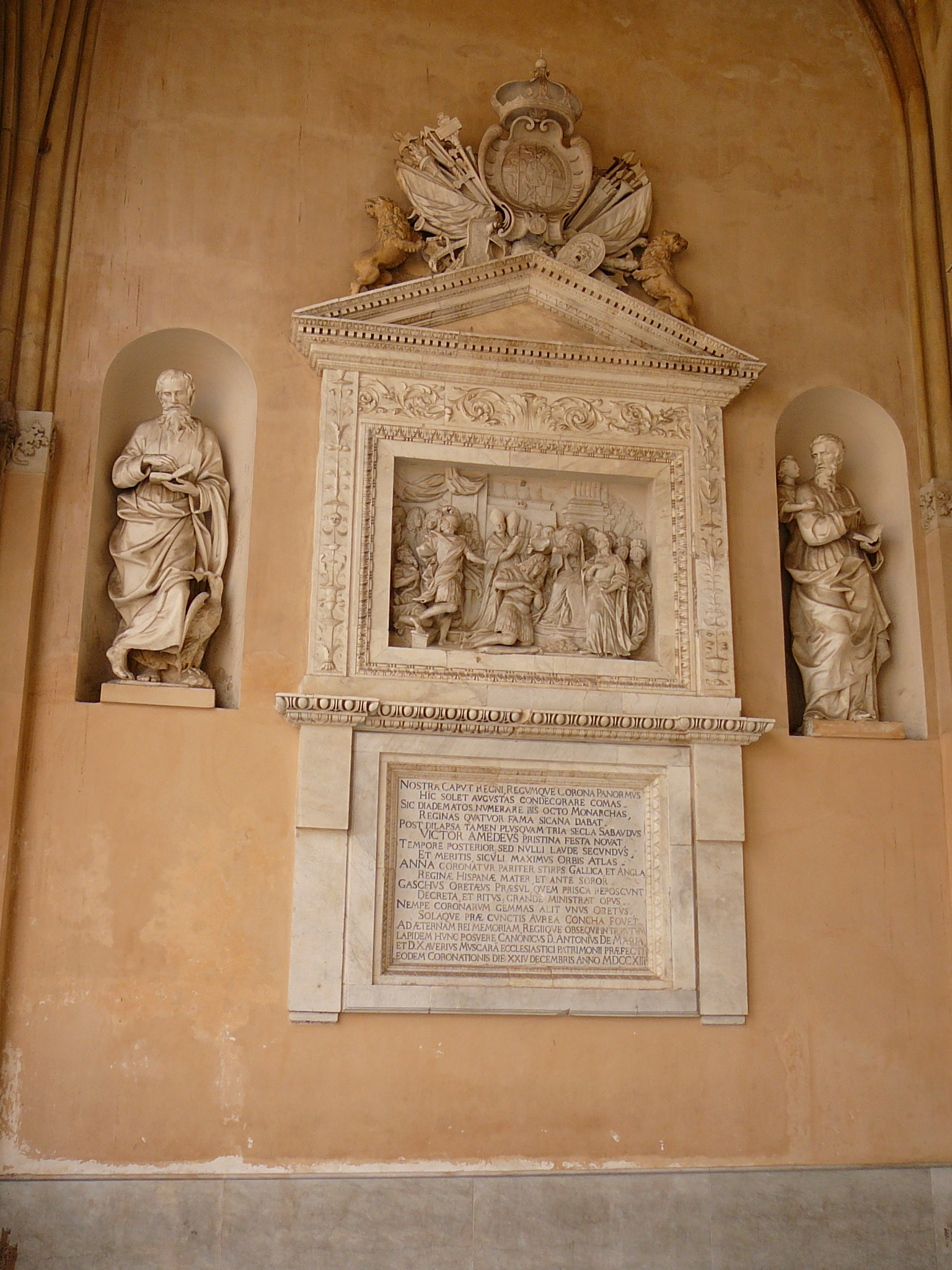
Catedral
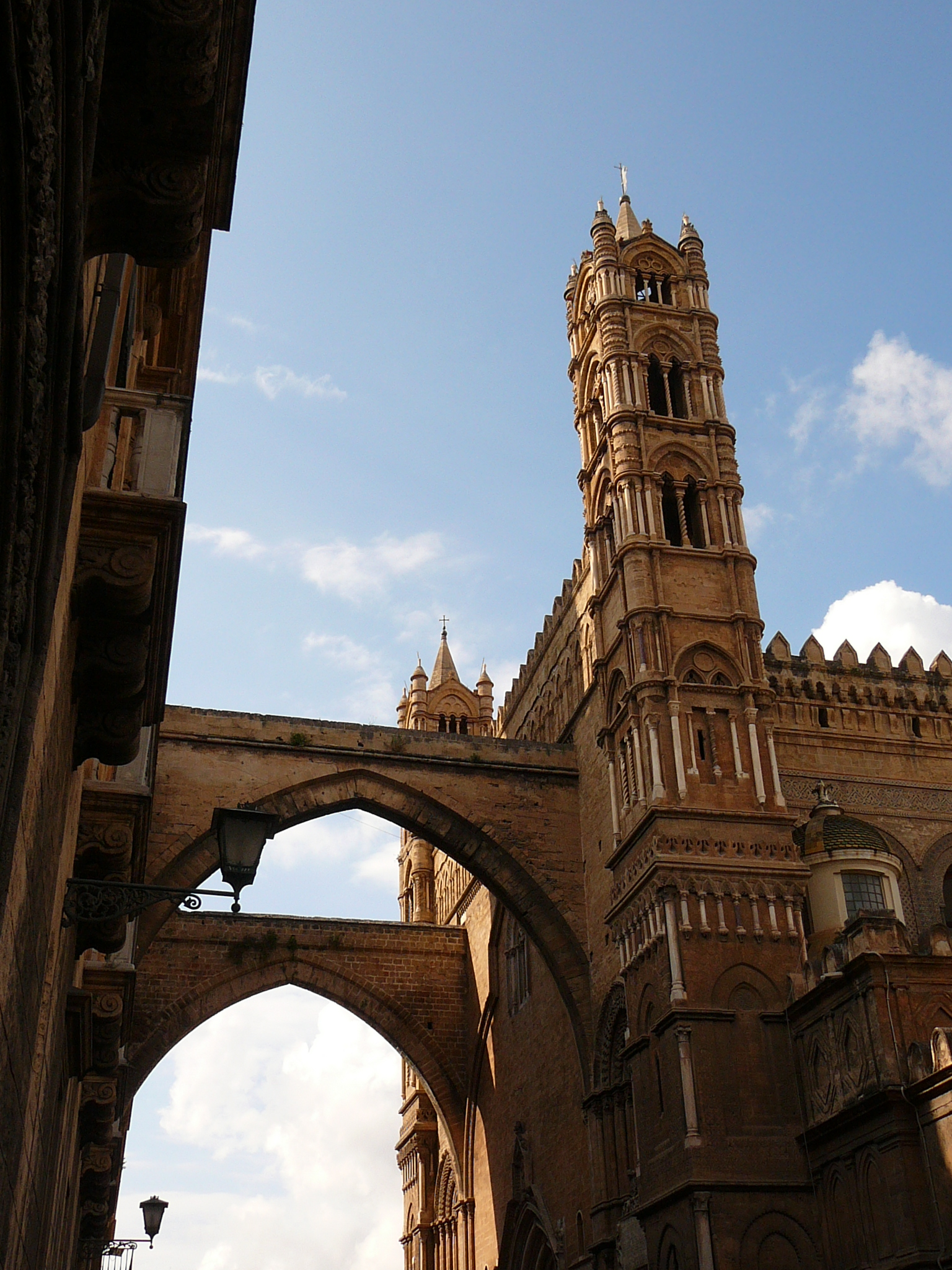
Catedral
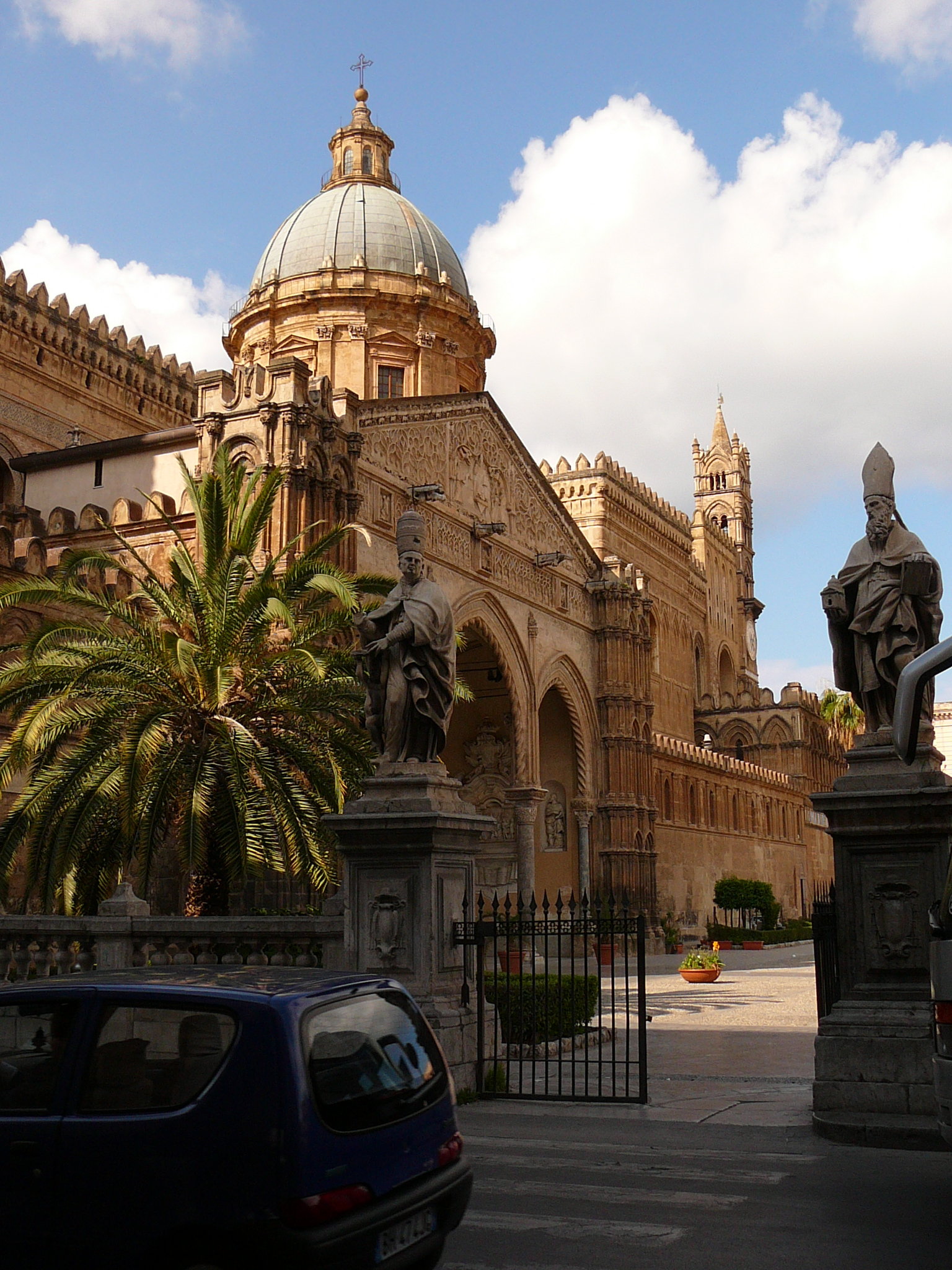
Lateral da Catedral
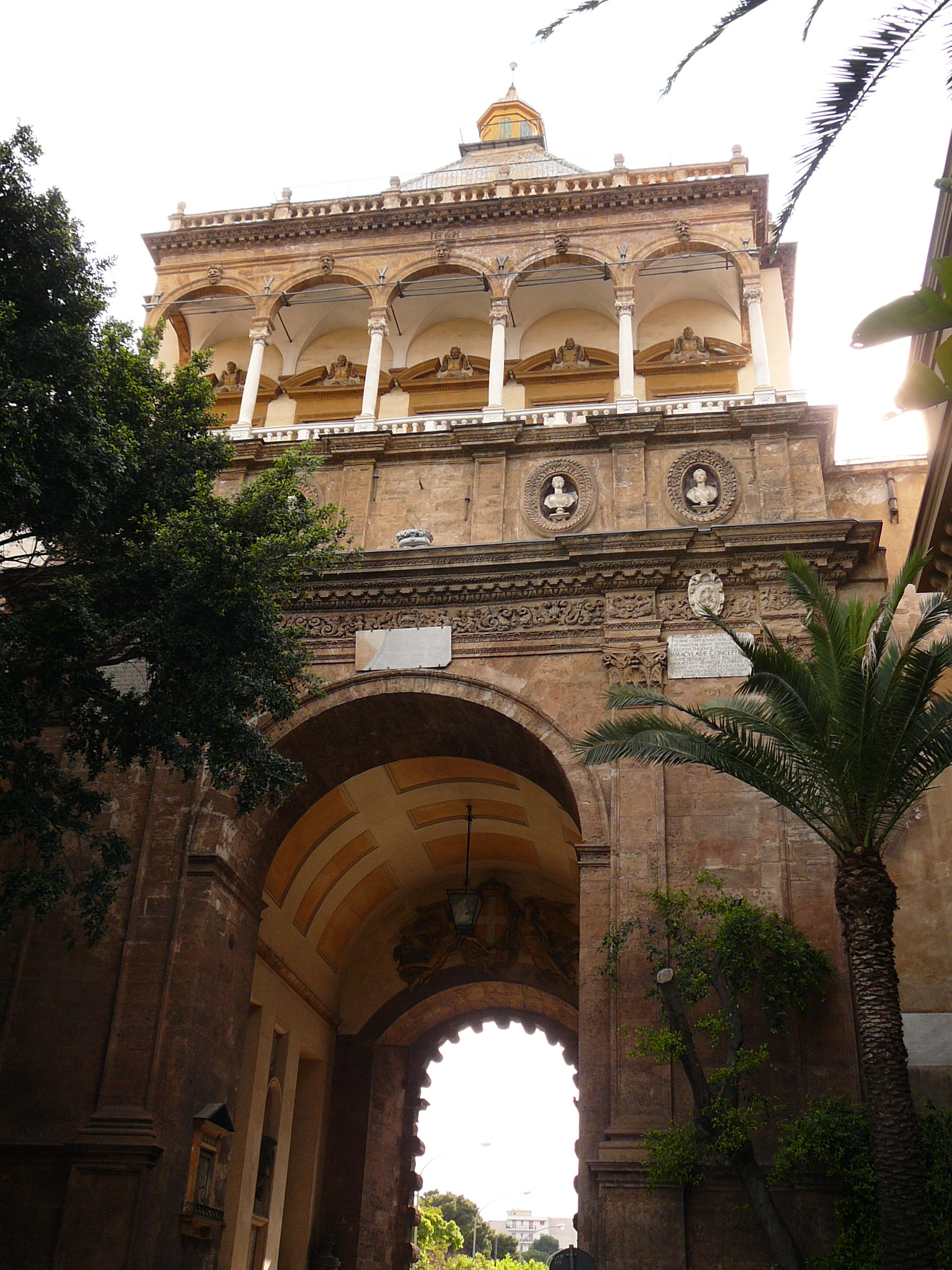
Porta Nova
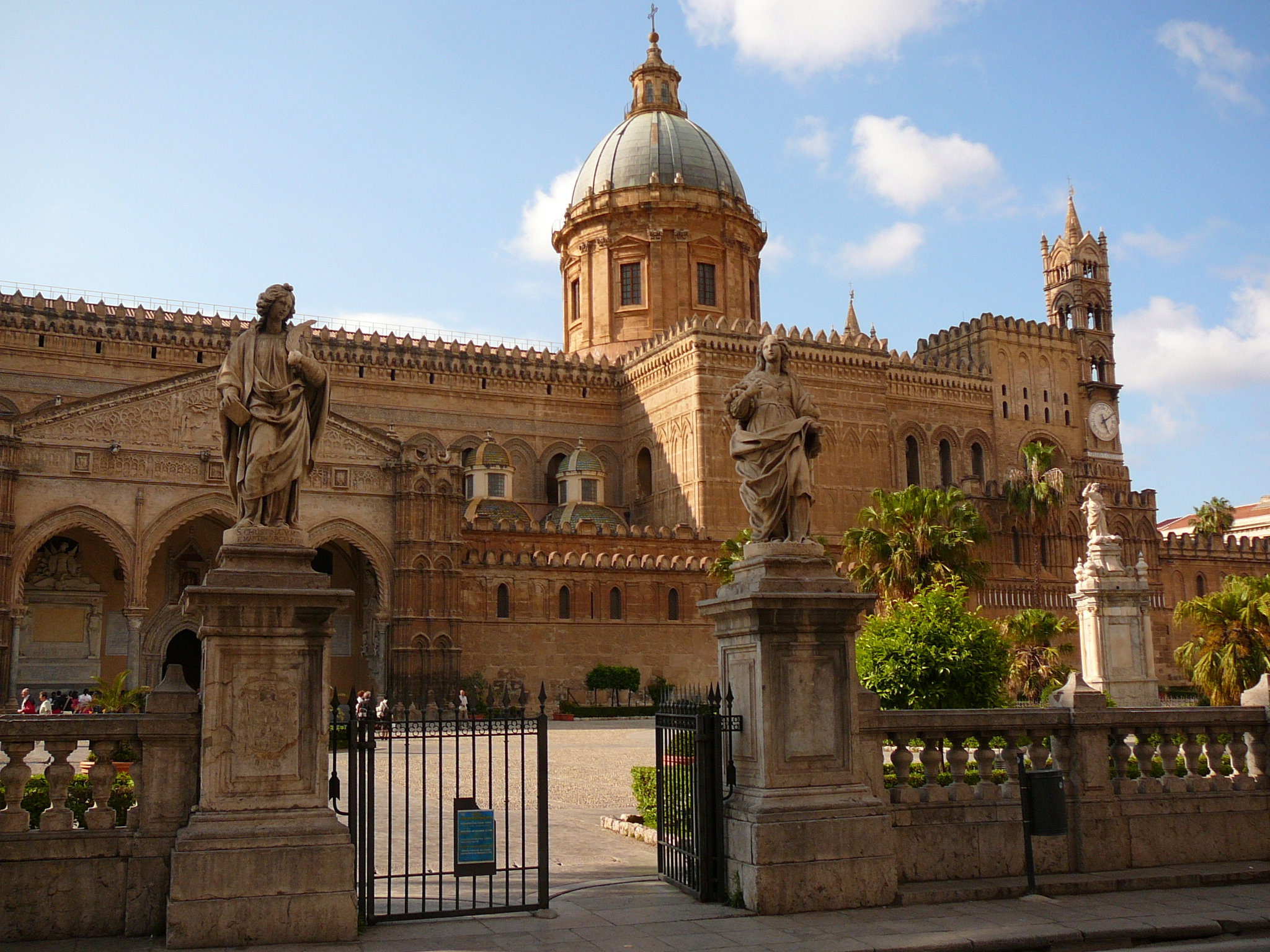
Catedral
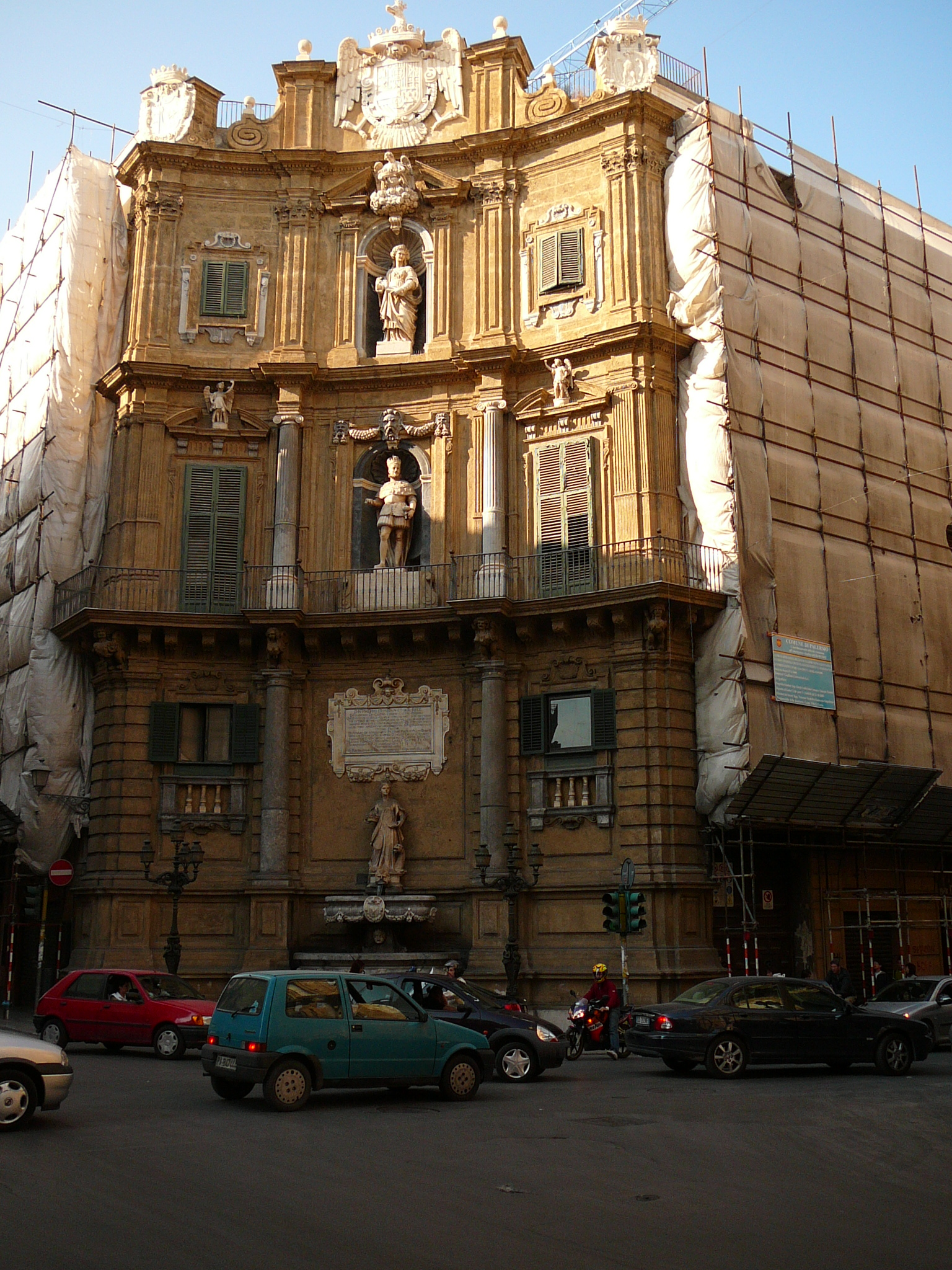
Quatro Cantos - detalhe
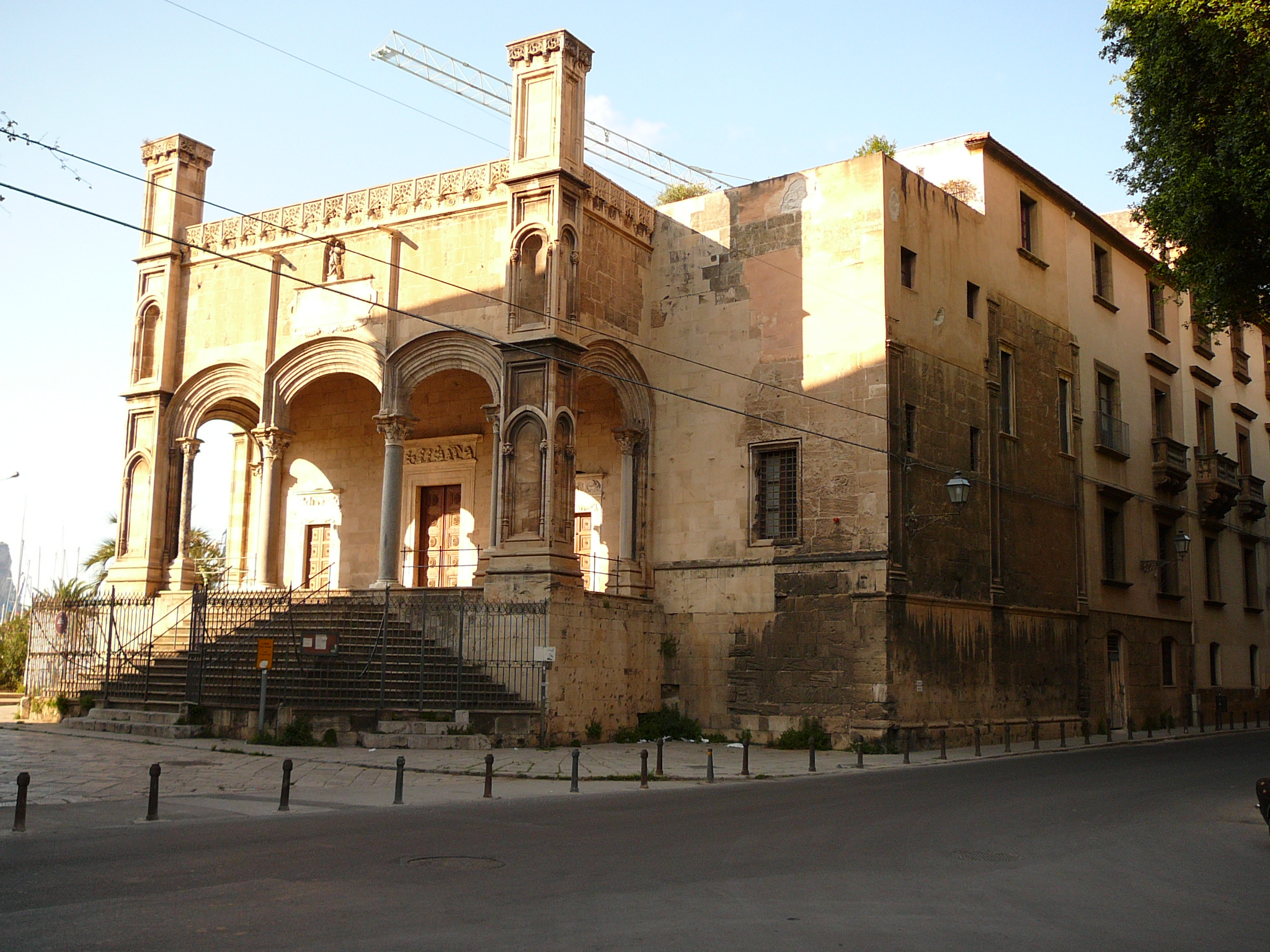
Santa Maria della Catena